# Jean-Claude Peyrot
Pour les articles homonymes, voir Peyrot.
Œuvres principales
Les Saisons
Jean-Claude Peyrot (en graphie classique : Joan-Claudi Peiròt), né à Millau le 3 septembre 1709 et mort à [Pailhas (Aveyron)] le 3 avril 1795, est un ecclésiastique et écrivain francophone et occitan français et rouergat.

## Biographie
Également surnommé le « prieur de Pradinas », Jean-Claude Peyrot est un écrivain de langue occitane du XVIIIe siècle originaire du Rouergue ; il composa également en langue française.

## Hommages
- Le Monument à Claude Peyrot, buste en bronze par Joseph Malet, a été inauguré en 1909 dans le square André Malraux à Millau[3],[4].
- Une rue de Rodez porte son nom.